# سفينة بريزيوسا

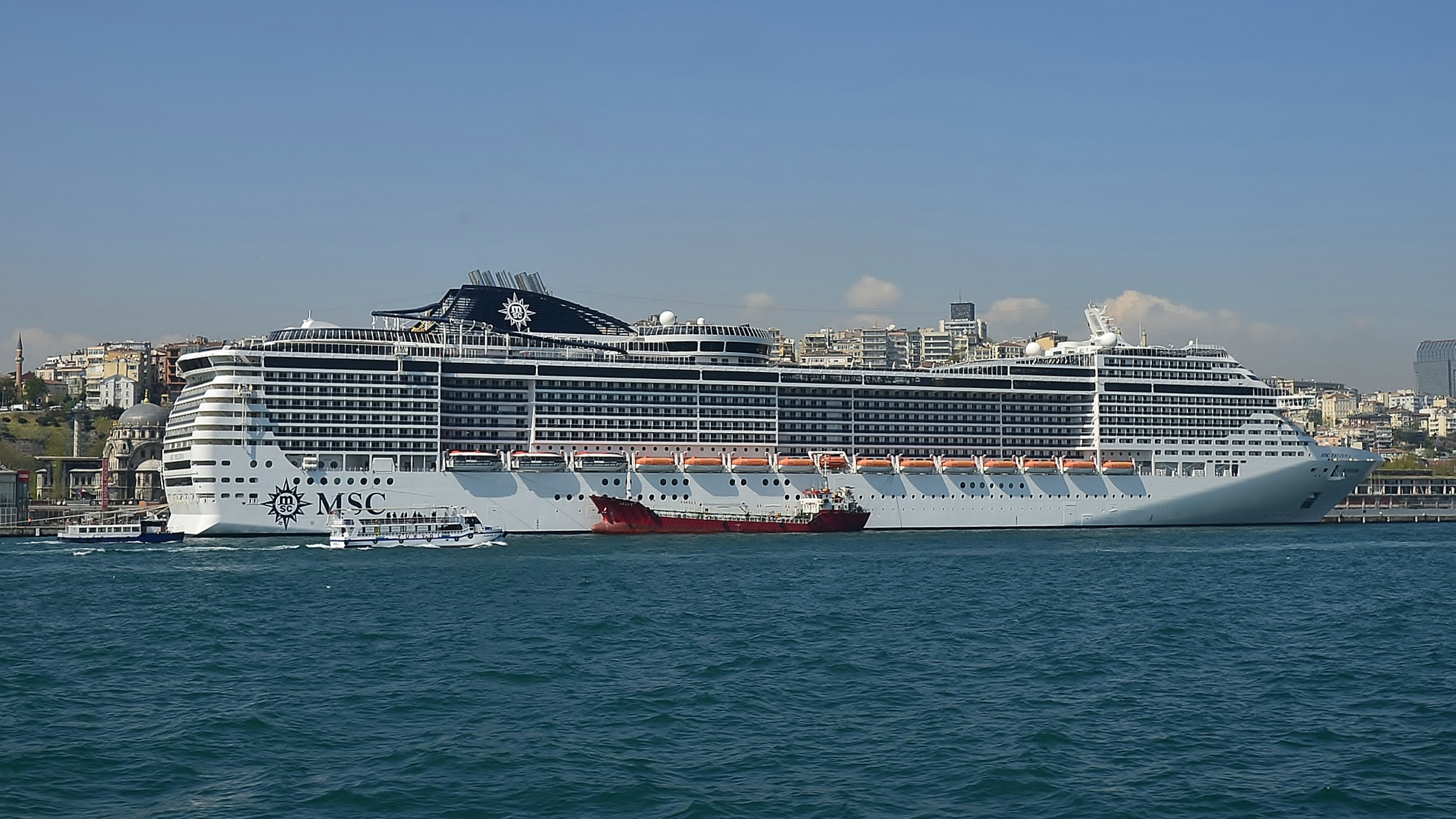
السفينة السياحية بريزيزسا في ميناء إسطنبول.

سفينة بريزيوسا (بالإنجليزية: MSC Preziosa) هي سفينة سياحية بالغة الكبر من تصنيف «فانتازيا». تقوم بتشغيلها شركة إم إس سي كروز، التي تعمل في سياحة البحار. وبدأت عمل السفينة في مارس 2013 . وتعتبر هذه السفينة نوعا متطورا من أخواتها التي شيدت قبلها المسماة «إم إس سي سبلنديد»، و «إم إس سي فانتازيا» والسفينة «إم إس سي ديفينا».

## تاريخها
في 4 يونيو 2010 وقعت الشركة الليبية "جنرال ناسيونال ماريتيم ترانسبورت كوربوريشن: مع شركة "إس تي إكس فرانس" عقدا للبناء سفينة مماثلة للسفينتين السيحيتين العاملتين ة "فانتازيا" و "سبلينديد ". وكان من المفروض أن يكون اسم السفينة المتعاقد عليها "فينيقيا", وأن يكون عليها بحيرة لأسماك القرش طبقا لاختيار هانيبال القذافي ابن الرئيس السابق لليبيا معمر القذافي الذي كان لا يزال في الحك في ذلك الوقت.
أثناء بناء السفينة قامت ثورة الشهيرة الليبية في 15 فبراير 2011 . وفي يونيو 2011 قامن شركة إس تي إكس فرانس بإلغاء العقد، وبدأت في البحث عن مشتري آخر للسفينة. وفي 13 مارس 2012 أعلنت الشركة أنها توصلت لبيع السفينة بمبلغ 550 مليون يورو، واسمتها بريزيوسا. وبعد العقد بمدة سنة سلمت السفينة بريزيوسا إلى شركة «إم إس سي كروزيس»MSC Cruises.

## مواصفات بريزيوسا
تدشين السفينة في 13 مارس 2012 
- طولها: 333 متر
- عرضها" 38 متر
- الغاطس: 65و8 متر.
- الحمولة = 139.072 طن
- عدد البحارة = 1.370
- المحرك: ديزل وكهربائي
- السرعة: 24 عقدة
- عدد ركاب: 3.502
- عدد الكبائن: 1.751
- جراج السيارات:
- أماكن حيوانات:
- رقم تسجيل السفينة: 9595321

## أماكن عملها
- البحر الأبيض المتوسط
- جزر كنارية
- بحر الكاريبي
- شمال أوروبا
- أمريكا الجنوبية
- جنوب أفريقيا

## اقرأ أيضا
- سفينة سياحية
- آر إم إس كوين ماري
- آر إم إس كوين ماري 2
- آر إم إس تيتانيك
- عايدة (سفن سياحية)
- سفينة سياحية سيليستيال كريستال
- سفينة بحوث (زونه)

## وصلات خارجية
- Official website
- "On board: verdict on Gaddafi's $697 million luxury liner" – review in سيدني مورنينغ هيرالد of a cruise on the MSC Preziosa.
- "Tasting plate of the Med" – review in الصحيفة الأسترالية of a cruise on the MSC Preziosa.